# Guerra turco-persa (1730-1736)
La guerra turco-persa de 1730-1736 (en persa: 1730-1736 جنگ ایران و عثمانی‎, romanizado: Biyān Osmani-Irān), en turco: 1730-1736 Osmanlı-İran Savaşı) fue un conflicto militar entre las fuerzas del Imperio safávida y las del Imperio otomano entre 1730 y 1735/1736. 

## Antecedentes
En 1721, la Persia oriental se vio invadida por las tribus afganas ghilzai, que llegaron a ocupar la capital, Isfahán en octubre de 1722. Mir Mahmud Hotaki, líder de los ghilzai, se proclamó shah, pero no fue reconocido en la mayor parte de las provincias. El hijo de Soltan Hosein, Tahmasp, huyó al norte, donde sería a su vez proclamado shah, teniendo su principal apoyo en Azerbaiyán y las provincias cáspicas.
Tahmasp concluiría la guerra con el Imperio ruso prometiendo a cambio las regiones septentrionales, ocupando el ejército imperial el norte de Azerbaiyán y Daguestán. El Imperio otomano también sacó provecho de la situación ocupando Persia occidental. Tras el acceso al trono hotaki de Ashraf Kan, se vio obligado a firmar el tratado de Hamadán, por el que se reconocía en vasallo de facto del Sultán otomano y le cedía Persia occidental y parte de la septentrional (incluso la región de Teherán). 
En 1726 Nader, un qizilbash de la tribu afshar, entró al servicio de Tahmasp II y fue nombrado gobernador general de Jorasán. Nader aceptó el título kan, como servidor de Tahmasp, como prueba de lealtad al shah safávida. En 1729, Nader derrotó a las tropas de Ashraf Kan, respaldadas por el Imperio otomano. Ashraf Kan murió en la huida.

## Guerra

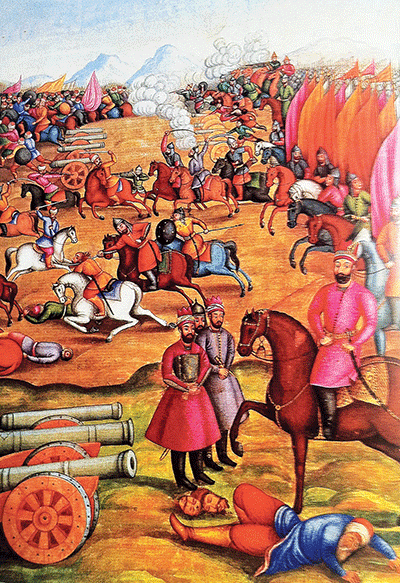
Batalla de Kirkuk (1733), se representa a Nader Kan junto al cuerpo de Topal Osmán Paşa.

En primavera de 1730, Nader atacó a los otomanos y recuperó la mayor parte del territorio perdido durante el colapso del Imperio safávida en los últimos años de la anterior década. Los afganos abdali, que habían sido sometidos en una campaña anterior se rebelaron y asediaron Mashhad, forzando a Nader a suspender su campaña y acudir a salvar a su hermano Ebrahim, atrapado en la ciudad. A Nader le supuso catorce meses el vencer a los abdali, que opusieron una fiera resistencia.
Las relaciones entre Nader y el shah Tahmasp habían empeorado a causa de la envidia del último por los éxitos militares de su general. Mientras Nader estaba ausente en el este, Tahmasp trató de reafirmarse lanzando una irreflexiva campaña para recapturar Ereván. Sería derrotado por los otomanos, perdiendo todo lo que Nader había recuperado el año anterior, firmando un tratado por el que cedía Georgia y Armenia a cambio de Tabriz. Nader vio que el momento de derrocar a Tahmasp había llegado. Denunció el tratado, buscando el apoyo popular para una guerra contra los otomanos. En Isfahán, Nader emborrachó a Tahmasp y lo exhibió a los cortesanos preguntándoles si un hombre en ese estado era adecuado para gobernar. En 1732 forzó la abdicación de Tahmasp en su hijo Abbas III, apenas un bebé, del cual Nader sería regente.
Nader decidió que podría recuperar el territorio de Armenia y Georgia si capturaba la Bagdad otomana y la ofrecía a cambio de las provincias perdidas, pero su plan se iría al traste al ser derrotado su ejército por el del general otoman Topal Osmán Paşa cerca de la ciudad en 1733. Nader decidió recuperar la iniciativa tan pronto como fue posible para garantizar su posición, al haber ya estallado alguna revuelta en Persia. Se enfrentó de nuevo a Topal, derrotándole y matándole. Asedió Ganyá en las provincias del norte, aliándose con el Imperio ruso con el tratado de Ganyá, firmado en marzo de 1735, por el que los rusos se comprometían a retirar sus tropas del territorio persa, tal como habían convenido en el anterior tratado de Resht. Poco después comenzaría la guerra ruso-turca de 1735-1739. Nader obtendría una victoria sobre las tropas otomanas, superiores en número, en Yeghvard, recuperando Armenia y Georgia para verano de 1735.

## Consecuencias
El Imperio otomano no podía soportar la guerra en dos frentes, y a finales de 1735 ha comenzado las negociaciones de paz separadas con Nader Kan. Como resultado de las negociaciones, en 1736 era firmado en Estambul un tratado de paz porque se restablecía la frontera entre los persas y los otomanos de 1722.
El éxito de Nader en sus campañas incrementó tanto su prestigio que desplazó a muchas de las élites persas, capitalizando la oportunidad de derrocar a los safávidas y establecer su propia dinastía, la afsárida. La siguiente campaña de Nader le conduciría a Kandahar donde derrotaría finalmente a la dinastía Hotaki, antes de invadir la India. Nader también. Durante el conflicto, Nader acometió su primera campaña contra los lezguinos.